# Linea Hisatsu

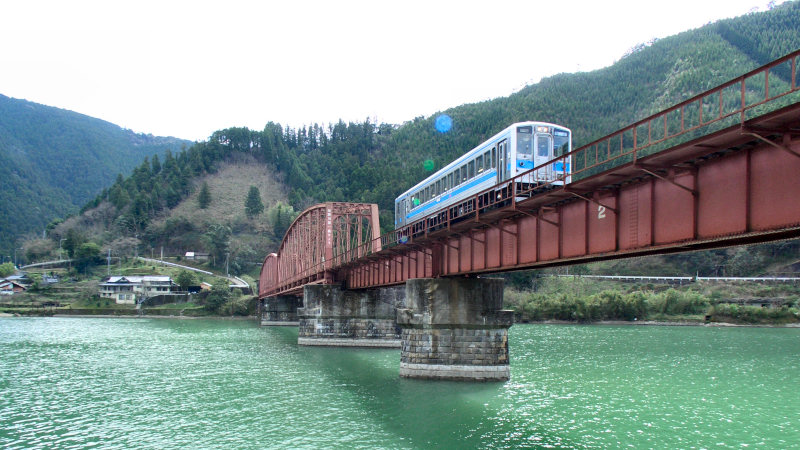
Un treno attraversa il fiume Kuma

La linea Hisatsu (肥薩線線?, Hisatsu-sen) è una linea ferroviaria regionale dell'isola del Kyūshū, in Giappone, gestita dalla JR Kyushu, e collega le stazioni di Yatsushiro, nella città omonima della prefettura di Kumamoto, e quella di Hayato, nella città di Kirishima della prefettura di Kagoshima.

## Storia
La sezione fra Yatsushiro e Hitoyoshi è stata realizzata come la naturale prosecuzione della ferrovia Moji - Yatsushiro delle Kyushu Railway Company col nome di linea Hitoyoshi (人吉線線?, Hitoyoshi-sen), e la prima parte fra Yoshimatsu e Hayato aprì nel 1903. La prosecuzione da Yoshimatsu a Hitoyoshi fu aperta nel 1903, e questo fece sì che la linea venisse chiamata linea principale Kagoshima.
Nel 1927 venne aperta la linea principale Sendai passante per Sendai, che, vista l'orografia, aveva prestazioni migliori, e venne quindi inserita nel tracciato della linea principale Kagoshima, tagliando fuori l'ex linea Hitoyoshi, che venne rinominata col nome attuale di linea Hisatsu.

## Caratteristiche
- Operatori: JR Kyushu
- Lunghezza: 124,2 km
- Scartamento: 1067 mm
- Stazioni: 28
- Numero di binari: tutta la linea è a binario singolo
- Elettrificazione: tutta la linea è a trazione termica
- Segnalamento ferroviario: automatico

## Percorso

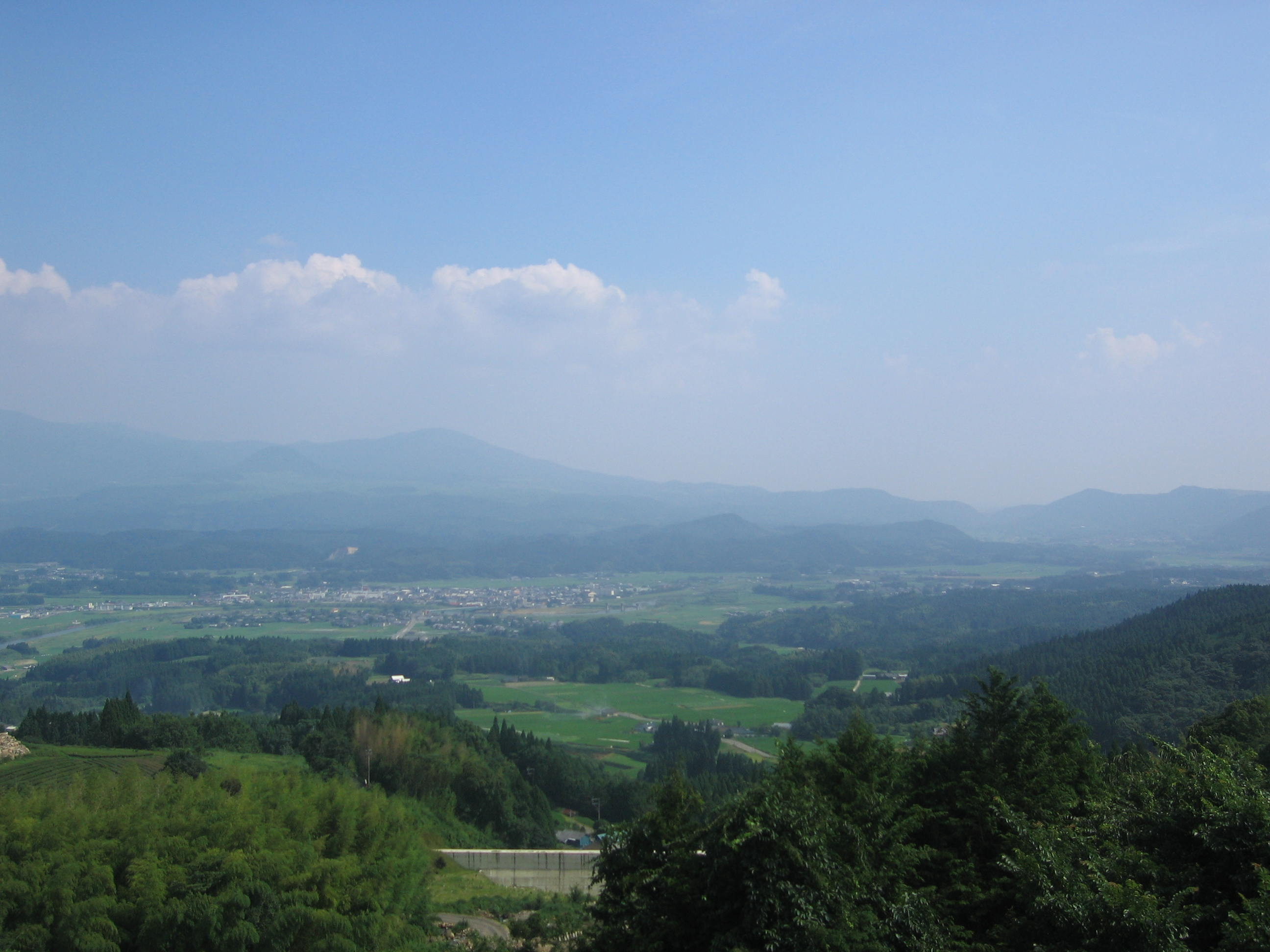
Vista dei monti Kirishima

La ferrovia è divisibile in tre sezioni, presso le stazioni di Hitoyoshi e Yoshimatsu, ciascuna con caratteristiche diverse.
La prima parte, fra Yatsushiro e Hitoyoshi è denominata sezione fiume, in quanto segue il percorso del torrente Kuma scorrendo all'interno di una vallata molto apprezzata dai turisti. Appena separatasi dalla stazione di Yatsushiro, la linea viene sovrappassata dalla ferrovia Arancio Hisatsu e dal viadotto del Kyūshū Shinkansen, e inizia ad allungarsi lungo il fiume Kuma. Lungo quest'area sono presenti alcune centrali idroelettriche e la diga di Arase (di cui è prevista la dismissione) della prefettura di Kumamoto. Oltre la stazione di Kamase, il fiume Kuma viene attraversato da un primo ponte, e la linea si porta a ovest del torrente. Questo ponte è stato realizzato nel 1906 dalla America Bridge. Subito dopo la stazione di Setoishi è visibile la diga omonima, e il percorso della ferrovie diviene più impervio. Presso la successiva stazione di Kyūsendō si trova l'omonima caverna, la più estesa dell'isola, con oltre 4800 metri di tunnel. Nelle vicinanze è presente un approdo per le barche che percorrono il fiume Kuma, e qui sono presenti anche centri per effettuare sport fluviali, come rafting o canoa. Presso la stazione di Watari i treni riattraversano il fiume sul secondo ponte portandosi a oriente di esso e, subito dopo, è presente un famoso tunnel di ciliegi molto suggestivo in primavera.
Dalla stazione di Hitoyoshi a Yoshimatsu inizia la sezione montana, con un dislivello massimo di 430 metri che divide le prefetture di Miyazaki e Kumamoto. La stazione di Okoba presenta una spirale e uno switchback per superare il dislivello, ed è considerata una delle visuali più spettacolari delle ferrovie giapponesi. Usciti dalla stazione di Hitoyoshi la linea corre in parallelo per alcuni chilometri con la linea Yunomae della ferrovia Kumagawa, fino alla stazione di Sagarahan-Ganjōji, per proseguire da sola e riattraversare il fiume e percorrere un tratto in piano per alcuni chilometri. Dopo un po' la linea torna in zona montana, e dopo aver oltrepassato quattro brevi tunnel, si giunge alla stazione di Okoba. Qui grazie a una spirale ferroviaria e a uno switchback, la ferrovia si arrampica fino alla stazione di Yatake, dove è presente un piccolo museo di locomotive a vapore. Dopo aver percorso il primo tunnel di Yatake, il più lungo della ferrovia, prima di arrivare alla stazione di Masaki è possibile scorgere il complesso vulcanico dei monti Kirishima. Questo panorama è stato selezionato dalla Ferrovie Nazionali Giapponesi come uno dei tre più belli di tutta la rete nazionale. Oltre questa stazione si ha il secondo tunnel, che in passato è stato teatro di un deragliamento ferroviario. Si arriva quindi alla stazione di Yoshimatsu.
Fra Yoshimatsu e Hayato i treni percorrono una zona collinare con diverse coltivazioni. La sezione fra Ōsumi-Yokogawa e Kareigawa è tuttora realizzata con le traversine in legno, le stesse di quando la linea è stata aperta, e nel 2006 è stata classificata di grande importanza per il paese quale memoria storica.

## Traffico

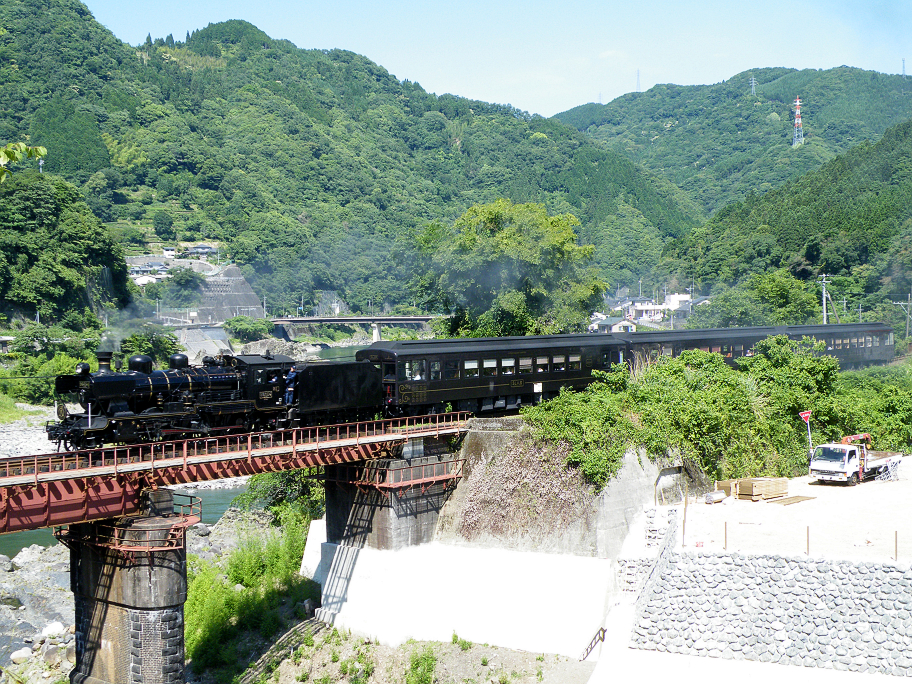
Il treno turistico SL Hitoyoshi

La linea è divisa in tre sezioni di esercizio presso le stazioni di Hitoyoshi e Yoshimatsu. Tutti i treni locali sono effettuati con il solo macchinista, senza capotreno. 
Fra Yatsushiro e Hitoyoshi, in direzione Kumamoto la linea è percorsa dagli espressi limitati Trans-Kyushu Limited Express e dal Kumagawa con un treno ogni 1 o 2 ore. Alcuni treni locali proseguono fino alla stazione di Shin-Yatsushiro dove è disponibile l'interscambio con lo Shinkansen. L'ultimo treno locale circola attorno alle 20, mentre gli espressi limitati proseguono fino alle 22. Sono presenti inoltre dei treni stagionali quali l'SL Hitoyoshi, trainato da locomotiva a vapore, e dal Diesel Hitoyoshi, a trazione termica.
Fra Hitoyoshi e Yoshimatsu circolano solamente cinque coppie al giorno, fra cui i treni turistici Isaburō e Shinpei.
Fra Yoshimatsu e Hayato la linea è percorsa dagli espressi limitati Hayato no Kaze diretti alla stazione di Kagoshima-Chūō e da treni locali ogni ora o due. Alcunil locali proseguono o provengono dalle linee Kitto o Nippō.

## Stazioni
- I treni locali fermano in tutte le stazioni. Per gli espressi limitati Kumagawa, Trans-Kyushu Limited Express e Hayato no Kaze si rimanda ai rispettivi articoli.
- Binari: ◇, ◆, ∨ e ∧: i treni possono incrociarsi (◆: stazione con inversione di marcia): ｜: impossibilità di incrocio

| Stazione        | Giapponese | Dist. interst. | Dist. totale | Collegamenti                                        | Binari | Posizione | Posizione  |
| --------------- | ---------- | -------------- | ------------ | --------------------------------------------------- | ------ | --------- | ---------- |
| Yatsushiro      | 八代       | -              | 0.0          | Linea principale Kagoshima Ferrovia Arancio Hisatsu | ∨      | Kumamoto  | Yatsushiro |
| Dan             | 段         | 5.2            | 5.2          |                                                     | ｜     | Kumamoto  | Yatsushiro |
| Sakamoto        | 坂本       | 5.8            | 11.0         |                                                     | ◇      | Kumamoto  | Yatsushiro |
| Haki            | 葉木       | 3.4            | 14.4         |                                                     | ｜     | Kumamoto  | Yatsushiro |
| Kamase          | 鎌瀬       | 2.4            | 16.8         |                                                     | ｜     | Kumamoto  | Yatsushiro |
| Setoishi        | 瀬戸石     | 2.8            | 19.6         |                                                     | ◇      | Kumamoto  | Yatsushiro |
| Kairo           | 海路       | 3.9            | 23.5         |                                                     | ｜     | Kumamoto  | Ashikita   |
| Yoshio          | 吉尾       | 3.2            | 26.7         |                                                     | ｜     | Kumamoto  | Ashikita   |
| Shiroishi       | 白石       | 3.1            | 29.8         |                                                     | ◇      | Kumamoto  | Ashikita   |
| Kyūsendō        | 球泉洞     | 5.1            | 34.9         |                                                     | ｜     | Kumamoto  | Kuma       |
| Isshōchi        | 一勝地     | 4.9            | 39.8         |                                                     | ◇      | Kumamoto  | Kuma       |
| Naraguchi       | 那良口     | 2.6            | 42.4         |                                                     | ｜     | Kumamoto  | Kuma       |
| Watari          | 渡         | 2.9            | 45.3         |                                                     | ◇      | Kumamoto  | Kuma       |
| Nishi-Hitoyoshi | 西人吉     | 3.1            | 48.4         |                                                     | ｜     | Kumamoto  | Hitoyoshi  |
| Hitoyoshi       | 人吉       | 3.4            | 51.8         | Linea Yunomae                                       | ◇      | Kumamoto  | Hitoyoshi  |
| Okoba           | 大畑       | 10.4           | 62.2         |                                                     | ◆      | Kumamoto  | Hitoyoshi  |
| Yatake          | 矢岳       | 9.5            | 71.7         |                                                     | ｜     | Kumamoto  | Hitoyoshi  |
| Masaki          | 真幸       | 7.3            | 79.0         |                                                     | ◆      | Miyazaki  | Ebino      |
| Yoshimatsu      | 吉松       | 7.8            | 86.8         | Linea Kitto (Ferrovia Ebino-Kōgen)                  | ◇      | Kagoshima | Aira Yūsui |
| Kurino          | 栗野       | 7.5            | 94.3         |                                                     | ◇      | Kagoshima | Aira Yūsui |
| Ōsumi-Yokogawa  | 大隅横川   | 6.5            | 100.8        |                                                     | ◇      | Kagoshima | Kirishima  |
| Uemura          | 植村       | 2.0            | 102.8        |                                                     | ｜     | Kagoshima | Kirishima  |
| Kirishima-Onsen | 霧島温泉   | 3.7            | 106.5        |                                                     | ◇      | Kagoshima | Kirishima  |
| Kareigawa       | 嘉例川     | 5.8            | 112.3        |                                                     | ｜     | Kagoshima | Kirishima  |
| Naka-Fukura     | 中福良     | 2.1            | 114.4        |                                                     | ｜     | Kagoshima | Kirishima  |
| Hyōkiyama       | 表木山     | 2.4            | 116.8        |                                                     | ◇      | Kagoshima | Kirishima  |
| Hinatayama      | 日当山     | 4.8            | 121.6        |                                                     | ｜     | Kagoshima | Kirishima  |
| Hayato          | 隼人       | 2.6            | 124.2        | Linea principale Nippō                              | ∧      | Kagoshima | Kirishima  |

### Collegamenti passati
- Presso la stazione di Kurino: linea Yamano - soppressa dal 1º febbraio 1988